# Modliborzyce
Modliborzyceⓘ é um município no leste da Polônia. Pertence à voivodia de Lublin, condado de Janów e sede da comuna urbano-rural de Modliborzyce. Estende-se por uma área de 7,9 km², com 1 450 habitantes, segundo o censo de 31 de dezembro de 2021, com uma densidade populacional de 183,5 hab./km².
Localizada na planície de Biłgoraj, a cidade possuiu os direitos de cidade de 1631 a 1869. Nos anos 1975−1998, pertencia administrativamente à voivodia de Tarnobrzeg. Desde 1 de janeiro de 2014, é novamente uma cidade. A população católica local pertence à paróquia de Santo Estanislau em Modliborzyce.

## Toponímia
O nome do local deriva diretamente de Modliborzyce existente no condado de Opatów. A primeira parte do nome Modlibor ocorre na forma verbal modli- (rezar, pedir), enquanto a segunda parte é o substantivo bor (luta) e adicionando o sufixo ice. Em fontes históricas de 1676, foi registrada a entrada Modliborzyce parochia, oppidum, isto é, na forma geográfica e ortográfica de hoje.

## Localização geográfica
Historicamente, ela está localizada na Pequena Polônia (inicialmente na região de Sandomierz e depois na região de Lublin).
Modliborzyce está localizado na fronteira de três regiões geográficas: o planalto de Lublin, o vale de Sandomierska e Roztocze. Sua parte sul faz parte do Parque Paisagístico Lasy Janowskie, enquanto a parte norte fica dentro da Área de Paisagem Protegida de Roztoczański. Característica para essas áreas é a presença de longos vales secos que separam as colinas, numerosas ravinas e desfiladeiros.

## Demografia
Conforme os dados do Escritório Central de Estatística da Polônia (GUS) de 31 de dezembro de 2022, Modliborzyce é uma cidade muito pequena com uma população de 1 413 habitantes (47.º lugar na voivodia de Lublin e 933.º na Polônia), tem uma área de 7,9 km² (39.º lugar na voivodia de Lublin e 689.º lugar na Polônia) e uma densidade populacional de 179 hab./km² (43.º lugar na voivodia de Lublin e 853.º lugar na Polônia). Nos anos 2002–2021, o número de habitantes aumentou 1,4%.
Os habitantes de Modliborzyce constituem cerca de 3,17% da população do condado de Janów, constituindo 0,07% da população da voivodia de Lublin.
| Descrição                         | Total      | Total   | Mulheres   | Mulheres | Homens     | Homens  |
| --------------------------------- | ---------- | ------- | ---------- | -------- | ---------- | ------- |
| unidade                           | habitantes | %       | habitantes | %        | habitantes | %       |
| população                         | 1 413      | 100     | 715        | 50,6     | 698        | 49,4    |
| superfície                        | 7,9 km²    | 7,9 km² | 7,9 km²    | 7,9 km²  | 7,9 km²    | 7,9 km² |
| densidade populacional (hab./km²) | 179        | 179     | 90,6       | 90,6     | 88,4       | 88,4    |

## História

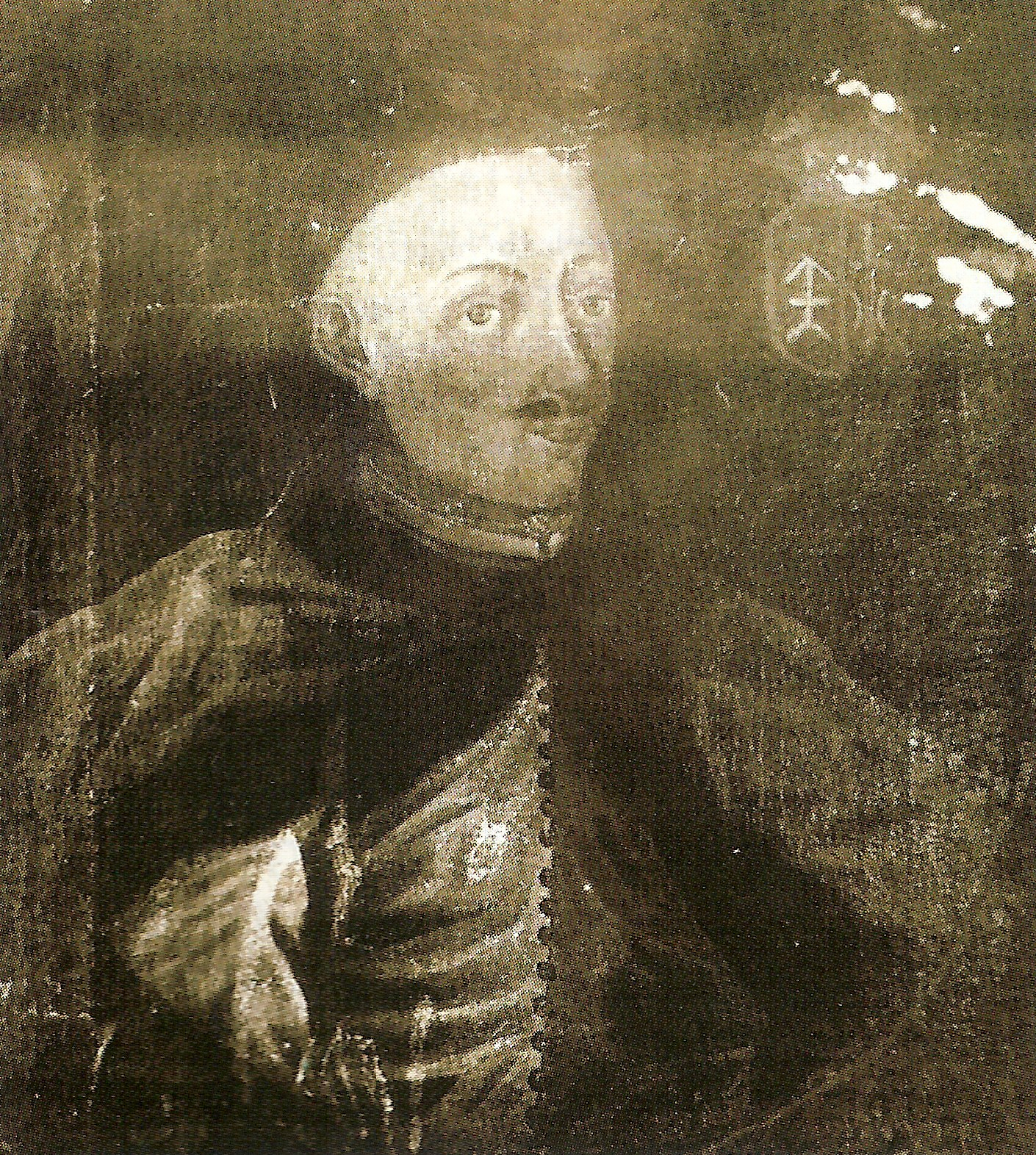
Stanisław Wioteski

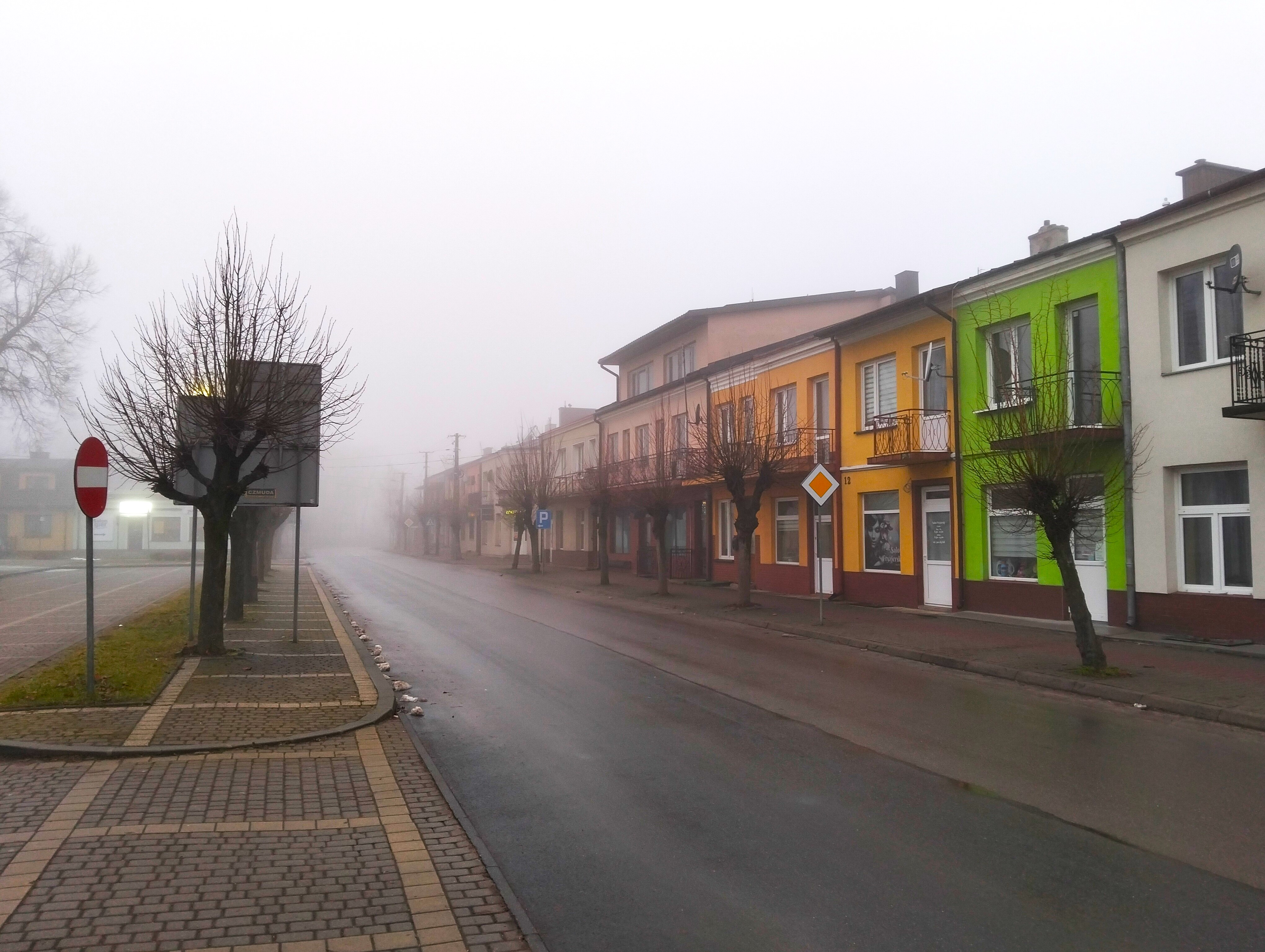
Lado oriental da praça principal

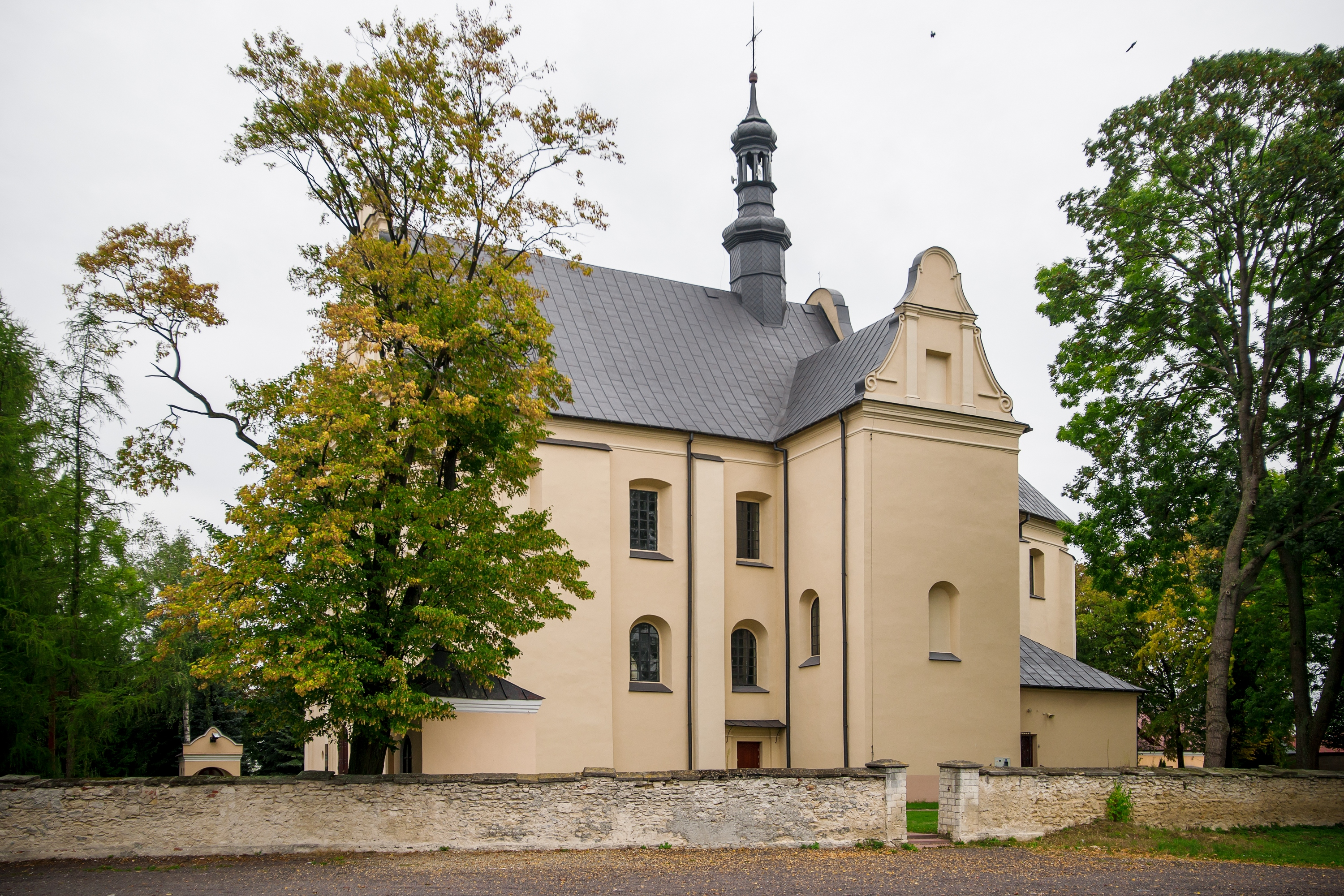
Igreja paroquial de Santo Estanislau

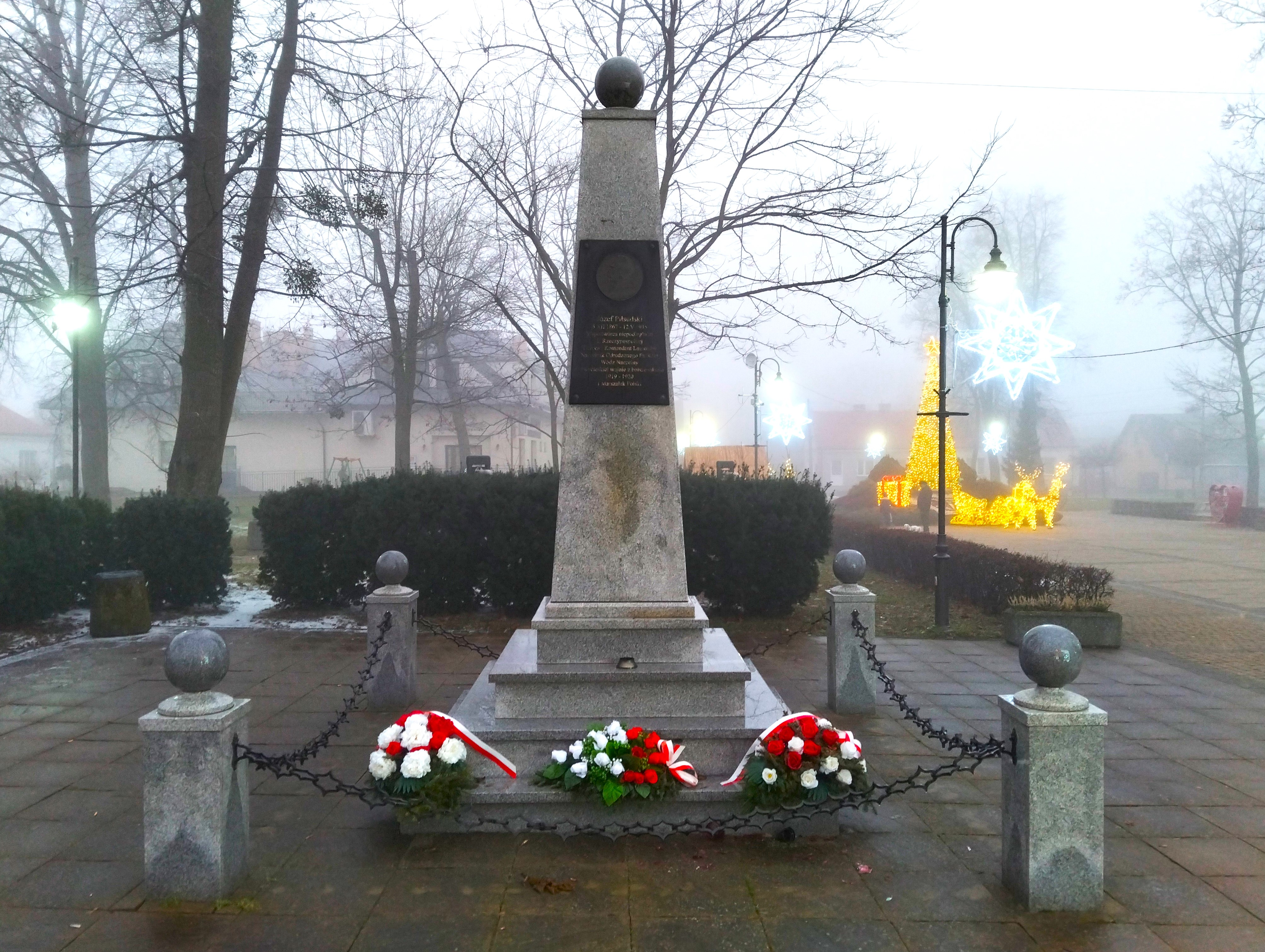
Monumento a Józef Piłsudski

A história da Modliborzyce começa em 27 de fevereiro de 1631. Naquela época, Stanisław Wioteski, um carpinteiro belga do brasão de armas de Rola, obteve do rei Sigismundo III Vasa o privilégio de fundar uma vila nos terrenos da vila já existente de Słupie. Em 1 de maio de 1642, o processo de locação foi concluído por Wioteski, com a emissão do privilégio da cidade para Modliborzyce. Nos anos de 1644 a 1664, foi construída a igreja de Santo Estanislau. Depois de Wioteski, Mikołaj Słoniewski tornou-se o proprietário da cidade. Nos anos seguintes, a população judaica começou a aumentar em Modliborzyce. O resultado foi a construção de uma sinagoga antes de 1690. A marcha de onze estandartes do exército em 1697 causou grandes danos à cidade. Então, em 1706, tropas russas ficaram estacionadas em Modliborzyce, o que também afetou negativamente a cidade.
No século XVII, a cidade mudou de dono várias vezes. O primeiro deles foi a família Nahorecki. Então Samuel Nahorecki dividiu Modliborzyce entre suas filhas Teófila e Teresa. Por meio de casamentos, os próximos coproprietários da cidade foram: Wojciech Wiercieński (segundo marido de Teófila) e Antoni Doliński (terceiro marido de Teresa). Com o tempo, uma disputa eclodiu entre as famílias e, após muitos processos, a família Doliński se tornou os únicos proprietários da cidade. Como Antoni Doliński não teve filhos, em 1811, seu sobrinho Feliks Doliński (juiz do Tribunal de Lublin, membro do parlamento) tornou-se herdeiro de Modliborzyce. Os últimos donos da cidade foram os irmãos Gorzkowski (Edmund e Władysław).
Dois incêndios causaram grandes danos em Modliborzyce: em 1804 e depois em 1841. Alguns anos depois, em 1855, uma epidemia de cólera eclodiu na cidade e dizimou os habitantes.
Em 1863, durante a Revolta de Janeiro, Ignacy Solman (proprietário de Wolica), juntamente com os herdeiros das propriedades rurais vizinhas, organizou uma unidade insurgente (cerca de 50 pessoas). Houve uma escaramuça durante a marcha para Janów Lubelski. Como resultado da traição, a unidade foi destruída e Ignacy Solman foi morto pelos cossacos alguns dias após esse evento.
Como resultado da repressão pós-insurgente em 1869, Modliborzyce perdeu os direitos de cidade e foi incorporada à comuna de Modliborzyce (existente desde 1864). No entanto, a cidade não parou de se desenvolver. No final do século XIX, foram estabelecidas uma farmácia e uma cervejaria. Em 18 de maio de 1913, as autoridades da voivodia emitiram uma permissão para fundar a Sociedade do Fogo.
Os habitantes de Modliborzyce participaram da Guerra Polaco-Soviética. Em 11 de novembro de 1928, no décimo aniversário da Polônia, recuperando a independência, as autoridades da comuna financiaram uma placa em comemoração aos moradores da comuna que deram a vida durante a Primeira Guerra Mundial. Foi colocado na parede da igreja. Hoje podemos admirar sua versão reconstruída de 2005.
Em setembro de 1939, Modliborzyce foi bombardeada duas vezes (em 8 e 15 de setembro de 1939). Como resultado dos ataques, cerca de 87 pessoas foram mortas e a maioria dos edifícios foi destruída. Em 1940, cerca de 1 200 judeus foram levados para Viena. Alguns deles morreram de fome como resultado da pobreza. Em outubro, a população judaica foi transportada para Zaklików e de lá para o campo da morte em Bełżec. Também em 1940, as primeiras células clandestinas da  Organização Armada polonesa foram formadas na aldeia. Desenvolveu a sua atividade até 26 de agosto de 1942, quando, após a sua descoberta, os alemães pacificaram Modliborzyce. Nos anos seguintes, as unidades dos Batalhões de Fazendeiros, do Exército da Pátria, da Guarda do Povo e do Exército do Povo]. Em 5 de outubro de 1943, Modliborzyce esteve por várias horas nas mãos das unidades da Guarda do Povo - "Lemiszewski" Karol Lemichow − Herzenberg e "Grzybowski" Władysław Skrzypek. Destruíram o edifício da sede da comuna, os correios e a leiteria. Em março de 1944, a unidade partidária do NOW-AK “Ojca Jan” atacou a delegacia da Polícia polonesa do Governo Geral. Em abril, outro ataque à cidade foi feito pelas forças combinadas do Exército Popular sob o comando de Aleksander Szymański e dos guerrilheiros soviéticos de S. Sankov. E finalmente, em julho do mesmo ano, os alemães deixaram Modliborzyce.
Após a guerra, a cidade se desenvolveu. Em 1945, a eletrificação foi realizada. A escola destruída durante o bombardeio foi reconstruída. Nos próximos doze anos, um centro de saúde, inspeção florestal, jardim de infância, cinema e a Fazenda Nacional de Peixes começam a operar em Modliborzyce. O Centro de Cultura iniciou sua atividade no edifício da antiga sinagoga.
Em 1 de janeiro de 2014, Modliborzyce recuperou os direitos de cidade.

## Turismo

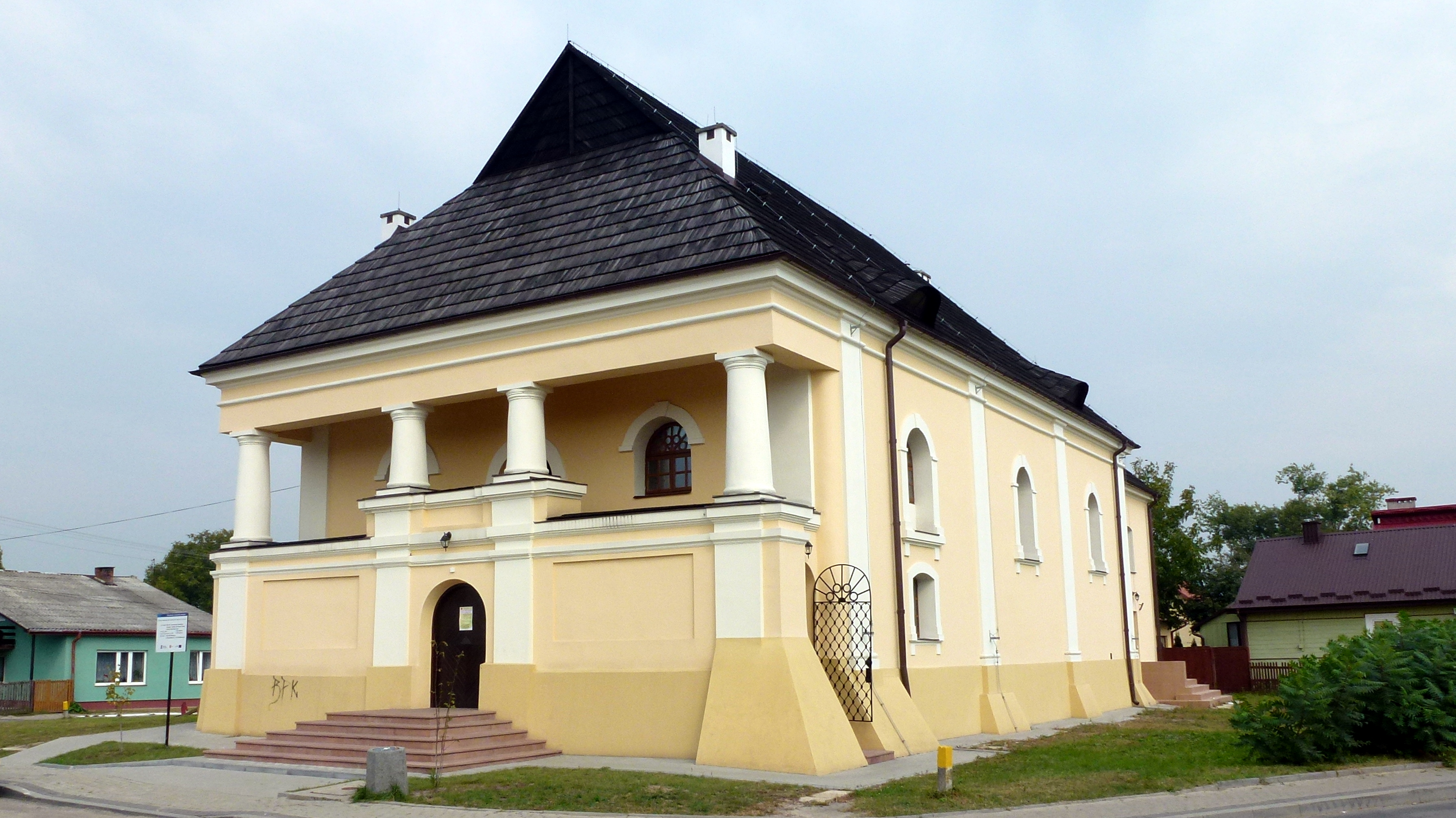
Centro Cultural Municipal, antiga sinagoga

Devido à sua localização geográfica, Modliborzyce é um lugar com grandes valores turísticos. Florestas e campos são um elemento muito importante da paisagem.
De longe, o monumento mais importante em Modliborzyce é a igreja paroquial. Sua construção durou de 1644 a 1664. Perto dela, há um campanário de 1775. O próximo monumento é a sinagoga construída por volta de 1760. Atualmente, atua como o Centro Cultural Municipal (GOK).

### Trilhas turísticas
- Trilha renascentista de Lublin[14]